# Bruine boomkangoeroe
De bruine boomkangoeroe (Dendrolagus ursinus) is een zoogdier uit de familie van de kangoeroes (Macropodidae). De wetenschappelijke naam van de soort werd voor het eerst geldig gepubliceerd door Coenraad Jacob Temminck in 1836.

## Kenmerken
De bovenkant van het lichaam is zwart, de onderkant geelbruin. De wangen zijn geel- of roodachtig. De oren zijn lang en bevatten uitstekende haren. Meestal eindigt de zwarte staart in een witte punt. De kop-romplengte bedraagt 530 tot 660 mm, de staartlengte 590 tot 720 mm, de achtervoetlengte 108 tot 110 mm en de oorlengte 36 tot 48 mm.

## Leefwijze
De bruine boomkangoeroe eet in het wild bladeren, twijgen en boombast, maar in gevangenschap rijst, brood, groente en zelfs vlees.

## Verspreiding
Deze soort komt voor op de schiereilanden Vogelkop en Fak Fak in het uiterste westen van Nieuw-Guinea, tot op 2500 m hoogte.